# Neaetha ravoisiei
Neaetha ravoisiei là một loài nhện trong họ Salticidae.
Loài này thuộc chi Neaetha. Neaetha ravoisiei được Hippolyte Lucas miêu tả năm 1846.